# مشکل گیتی
مشکل گیتی فیلمی به کارگردانی و تهیه‌کنندگی بهرام کاظمی و نویسندگی عبدالرضا منجزی محصول سال ۱۳۹۴ است.
این فیلم در تاریخ ۳ آذر ۱۳۹۵ در سینماهای ایران اکران شده است.

## خلاصه داستان
دربارهٔ زوجی بنام ایرج و گیتی است که در آستانه فروپاشی زندگی مشترکشان هستند، توهمی که بر اثر محیط اینترنتی گیتی، سایه بر زندگی واقعی این دو انداخته است.

## بازیگران
| بازیگران        | نقش             |
| --------------- | --------------- |
| حمید فرخ‌نژاد    | ایرج            |
| رویا نونهالی    | گیتی            |
| یکتا ناصر       | سوفیا دبیر      |
| بهنوش بختیاری   | ترابی           |
| امیرحسین رستمی  | نادر            |
| فریبا نادری     | همسر نادر       |
| رامین ناصرنصیر  | لئون            |
| امید روحانی     | رئیس هیئت مدیره |
| حسن اسدی        | اشرفی           |
| پروین ملکی      | نغمه ژاله       |
| احسان عباسی     | مدیر مالی       |
| پانته‌آ مهدی نیا | روانپزشک        |